# Łęg (powiat częstochowski)
Łęg – wieś w Polsce położona w województwie śląskim, w powiecie częstochowskim, w gminie Kruszyna.

## Historia
Najstarsza znana wzmianka o Łęgu pochodzi z 1457 roku i dotyczy sprzedaży miejscowości szlachcicowi Piotrowi z Brzeźnicy za kwotę 150 grzywien.
Kolejny opis miejscowości pochodzi z datowanego na 1511 rok dokumentu „Liber Beneficiorum” Arcybiskupa Gnieźnieńskiego Jana Łaskiego. 
W roku 1827 Łęg liczył 198, a w 1880 236 mieszkańców. 
W 1934 roku, szykujący się do przeprowadzki z Kruszyny do Krakowa, Lubomirscy przekazali w prywatne ręce działający w Łęgu tartak.
Po II wojnie światowej Łęg włączono do powiatu radomszczańskiego w województwie łódzkim. 
W roku 1954 w Łęgu była siedziba władz gromady Łęg, w skład której wchodziły jeszcze Kijów i Szczepocice. Po jej likwidacji w 1958 roku Łęg i Kijów zostały włączone do gromady Kruszyna, a w 1973 do gminy Kruszyna. W latach 1975–1998 miejscowość należała administracyjnie do województwa częstochowskiego.

## Ochotnicza Straż Pożarna
W Łęgu działa Ochotnicza straż pożarna, powołana do życia w 1967, zrzeszona w Związku Ochotniczych Straży Pożarnych RP. Posiada duże sukcesy w sporcie pożarniczym:
- 2014 - 2 miejsce w powiatowych zawodach sportowo-pożarniczych kobiet, Konopiska 2013
- 2013 - 1 miejsce w gminnych zawodach sportowo-pożarniczych kobiet, Baby 2013
- 2012 – 1 miejsce w powiatowych zawodach sportowo-pożarniczych kobiet, Blachownia 2012
- 2012 – 1 miejsce w gminnych zawodach sportowo-pożarniczych kobiet, Widzów 2012
- 2011 – 3 miejsce w powiatowych zawodach sportowo-pożarniczych kobiet, Konopiska 2011
- 2011 – 2 miejsce w powiatowych zawodach sportowo-pożarniczych mężczyzn, Konopiska 2011
- 2011 – 1 miejsce w gminnych zawodach sportowo-pożarniczych kobiet, Widzów 2011
- 2011 – 1 miejsce w gminnych zawodach sportowo-pożarniczych mężczyzn, Widzów 2011
- 2010 – 1 miejsce w powiatowych zawodach sportowo-pożarniczych kobiet, Borowno 2010
- 2010 – 5 miejsce w powiatowych zawodach sportowo-pożarniczych mężczyzn, Borowno 2010
- 2010 – 1 miejsce w gminnych zawodach sportowo-pożarniczych kobiet, Widzów 2010
- 2010 – 1 miejsce w gminnych zawodach sportowo-pożarniczych mężczyzn, Widzów 2010
- 2009 – 3 miejsce w powiatowych zawodach sportowo-pożarniczych, Huta Stara 2009
- 2009 – 1 miejsce w gminnych zawodach sportowo-pożarniczych, Widzów 2009
- 2007 – 11 miejsce w powiatowych zawodach sportowo-pożarniczych, Blachownia 2007
- 2007 – 1 miejsce w gminnych zawodach sportowo-pożarniczych, Kruszyna 2007
- 2001 – 1 miejsce w gminnych zawodach sportowo-pożarniczych, Kruszyna 2001